# François De Donder
François De Donder, né le 9 juin 1915 à Koekelberg et mort le 23 janvier 1972 à Forest, est un coureur cycliste belge, professionnel de 1935 à 1948.

## Palmarès
- 1937
  - Circuit de la Meuse
  - Bruxelles-Liège
- 1938
  - 3e de la 12e étape du Tour d'Allemagne
  - 5e de la Flèche wallonne
- 1948
  - 3e des Trois Jours de Flandre-Occidentale